# Panindícuaro
Panindícuaro è una municipalità dello stato di Michoacán, nel Messico centrale, il cui capoluogo è la località omonima.
La municipalità conta 16.064 abitanti (2010) e ha un'estensione di 289,01 km².
Il nome della località significa luogo dove si lanciano dardi.